# 枝野村
枝野村（えだのむら）は、昭和29年（1954年）まで宮城県伊具郡の阿武隈川東岸にあった村。現在の角田市枝野・島田にあたる。

## 沿革
- 明治22年（1889年）4月1日 - 町村制施行にともない、枝野村・島田村が合併して新制の枝野村が発足。
- 昭和29年（1954年）10月1日 - 角田町・北郷村・桜村・西根村・東根村・藤尾村と合併し、新制の角田町となる。

## 行政
| 代      | 氏名           | 就任                      | 退任                       | 備考 |
| ------- | -------------- | ------------------------- | -------------------------- | ---- |
| 1 - 4   | 渋谷春吉       | 明治22年（1889年）5月10日 | 明治38年（1905年）5月9日   |      |
| 5       | 南部昌信       | 明治38年（1905年）5月10日 | 明治42年（1909年）9月9日   |      |
| 6       | 鈴木要治       | 明治42年（1909年）9月10日 | 大正4年（1915年）12月15日  |      |
| 7 - 9   | 只野幸右ェ衛門 | 大正5年（1916年）2月9日   | 昭和3年（1928年）3月18日   |      |
| 10      | 高野万三郎     | 昭和3年（1928年）5月4日   | 昭和7年（1932年）5月3日    |      |
| 11      | 小野実         | 昭和7年（1932年）5月6日   | 昭和10年（1935年）12月18日 |      |
| 12      | 佐々木磋吉     | 昭和11年（1936年）5月29日 | 昭和13年（1938年）4月23日  |      |
| 13      | 美野田万四郎   | 昭和13年（1938年）5月16日 | 昭和14年（1939年）1月30日  |      |
| 14      | 佐々木栄喜     | 昭和15年（1940年）2月2日  | 昭和21年（1946年）11月20日 |      |
| 15      | 佐藤万七       | 昭和22年（1947年）4月5日  | 昭和24年（1949年）4月10日  |      |
| 16 - 17 | 小野実         | 昭和24年（1949年）5月20日 | 昭和29年（1954年）9月30日  | 再任 |

## 教育
- 枝野村立枝野小学校

（中学校は、藤尾村にある藤尾村・枝野村組合立金津中学校に通学）